# Roosevelt (Waszyngton)
Roosevelt – jednostka osadnicza w Stanach Zjednoczonych, w stanie Waszyngton, w hrabstwie Klickitat.